# You Are My Destiny
You Are My Destiny (на български: „Ти си моята съдба“) е песен, написана и изпълнена от Пол Анка, с музика  на  Джо Шърман.
Тя е записана през септември 1957 г. и е пусната в края на есента на 1957 г. Достига № 7 в „Билборд Хот 100“ в началото на 1958 г., номер 14 в арендби класацията и номер две в Канада. Песента е издадена и във Великобритания, където достига 6-то място.

## Кавър версии
Същата година на издаването на песента от Пол Анка, Далида пуска френска версия, наречена „Tu m'étais destinée“.
През 1959 г. аржентинската вокална група Los Cinco Latinos издава испанска версия под заглавието „Tu eres mi destino“.
През 1975 г. френският художник Ги Бонардо пуска френска версия като B-страна на „Oui, Je Suis Fou D'amour (Crazy Love)“ на EMI Pathé.
За албума от 2007 г. „Classic Songs, My Way“, Анка презаписва песента като дует с Майкъл Бубле . През 2009 г. гръцкият изпълнител Василикос пуска собствен кавър на песента в дебютния си самостоятелен албум „Vintage: Songs I Wish I Had Written“.
Анка записва друга версия на парчето през 1968 г., изпълнявайки го в дует с Пати Лабел. В Италия кавър на песента е записан от Адриано Челентано, адаптиран на италиански и със заглавие „Sei nel mio fate“.